# Système électronique d'autorisation de voyage
Le système électronique d'autorisation de voyage (SEAV, en anglais : Electronic System for Travel Authorization ou ESTA) est un système de renseignement utilisé par le département de la Sécurité intérieure des États-Unis pour les ressortissants des États bénéficiant du programme d'exemption de visa (PEV, qui requiert notamment la transmission aux États-Unis des données PNR). Ceux-ci doivent compléter en ligne le formulaire I-942 avant d'entrer sur le territoire des États-Unis. Les passagers qui ne se sont pas enregistrés à l'ESTA risquent d'être interdits de vol, bien qu'il leur soit possible de régulariser leur situation à l'aéroport. Le programme est en vigueur depuis août 2008, et est devenu obligatoire le 12 janvier 2009.
L'ESTA soumet les voyageurs à une procédure de contrôle (consultation des bases de données biométriques fédérales, telles que les bases Codis ou AFIS du FBI, ainsi que celles des agences de renseignement), à l'issue de laquelle on leur délivre, s'ils sont « inconnus » de ces fichiers, une autorisation valide pour une durée de deux ans ou/et jusqu'à expiration du passeport. Les voyageurs doivent remplir un formulaire I-942, mais aussi le formulaire I-94W avant d'embarquer sur un avion ou un bateau, l'information donnée étant utilisée par le Bureau du recensement et le département du Commerce. Le système en ligne du DSI est utilisé quant à lui dans des finalités sécuritaires.
Le gouvernement des États-Unis recommande que les voyageurs aillent en ligne pour envoyer une demande pour une autorisation 3 jours (72 heures) avant leur voyage aux États-Unis. Cependant, cela n'est pas une exigence.
Dans la plupart des cas, une réponse quasi immédiate est fournie par le système électronique d’autorisation de voyage :
- autorisation accordée : Le voyage est autorisé, la majorité des demandes sont ainsi approuvées en quelques heures ou jours ;
- voyage non autorisé : le voyageur doit solliciter un visa de séjour temporaire auprès des services consulaires d’une ambassade américaine avant de se rendre aux États-Unis ; les voyageurs soumis à l'obligation de visa doivent demander celui-ci à l'ambassade ou au consulat des États-Unis dans leur pays de résidence, ce qui peut prendre plus de temps (un entretien avec un officier consulaire peut être requis) et les soumet au risque de refus de délivrance du visa ;
- autorisation en instance : une réponse définitive sera disponible dans les 72 heures et le voyageur pourra vérifier l’avancement de son dossier sur le site internet « ESTA ».

Les demandes se font uniquement sur un site internet dédié du Gouvernement américain. Certaines sociétés à but lucratif ont mis en place des services ESTA payants, qui ne sont pas cautionnés par le gouvernement américain.
Ce programme est critiqué par les organisations de presse, qui soulignent que cela rend difficile les voyages imprévus, fréquents dans le milieu du journalisme.
Le SEAV (ESTA en anglais) s'appelait à l'origine « autorisation de voyage électronique » (AEV, ETA en anglais), ce qui a suscité les plaintes du gouvernement espagnol qui a rappelé l'existence du groupe terroriste ETA[source secondaire souhaitée].
Depuis le 8 septembre 2010, la procédure d'autorisation est payante : il faut débourser 21 $ — 17 $ pour la promotion du tourisme aux États-Unis et 4 $ pour le traitement du dossier.
ESTA a été critiqué par le G29, qui remarque que par ce système les « États-Unis déplacent leurs frontières en dehors des États-Unis », suscitant un certain nombre de risques pour les individus, dont l'accès sur le territoire peut être refusé sans qu'ils aient l'occasion de s'entretenir face-à-face avec un fonctionnaire de l'administration américaine.